# 古北口镇
古北口镇，古称厗奚、虒奚、傂奚、提携城，位于中国北京市密云区东北部，西邻高岭镇，北邻河北滦平县，东邻新城子镇，南接太师屯镇。总面积84.71平方公里，总人口8286人。辖有9个行政村。该镇为第4批中国历史文化名镇之一。

## 历史

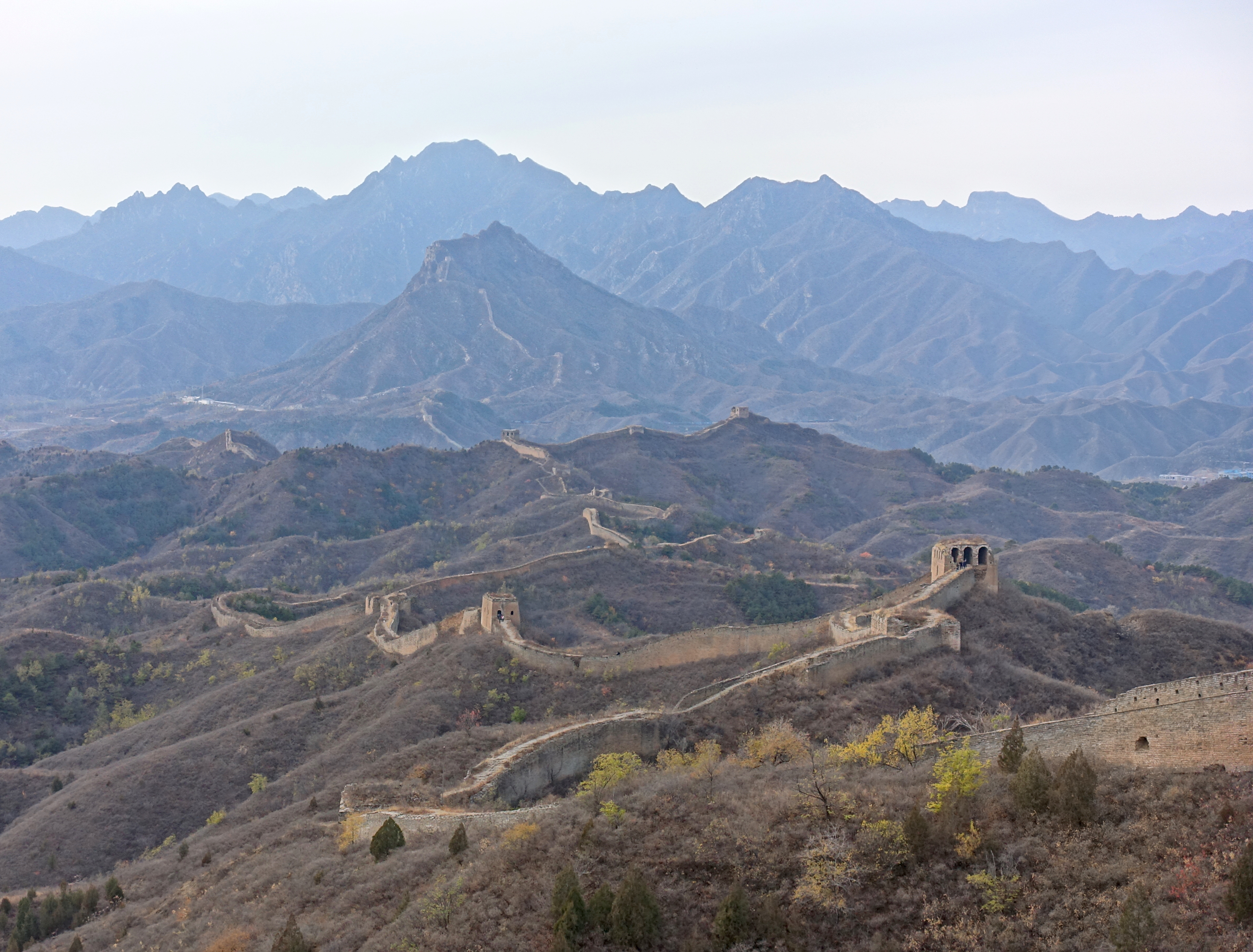
万里长城古北口段（朝西）

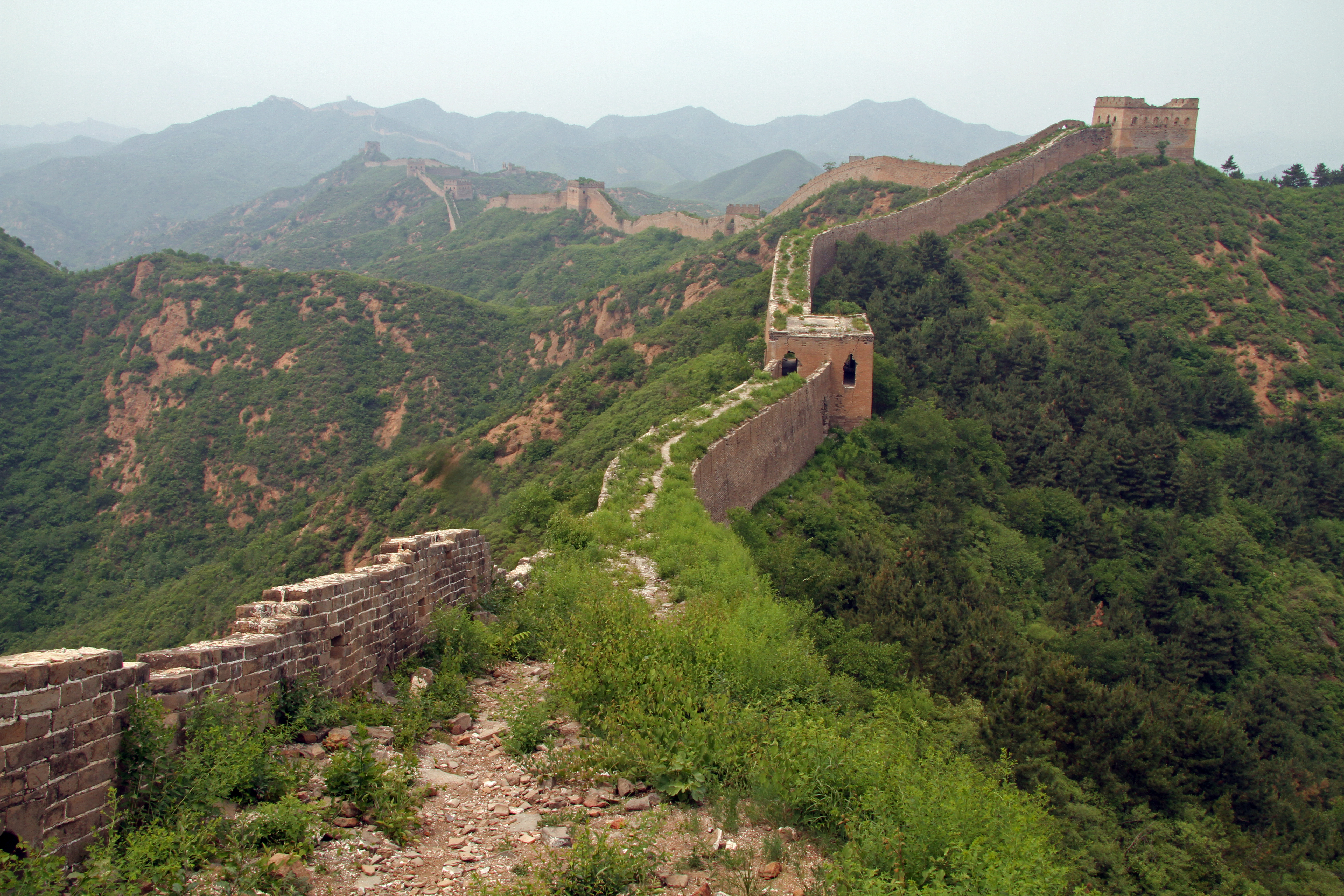
万里长城古北口段往金山岭方向

古北口为中国长城上关口之一，北京与东北地区往来的咽喉要道。555年，居庸关至山海关长城从此修过，古北口与长城相接。1403年明成祖迁都北京，为加强北京防务，大修长城。尤其是首都北京从居庸关到山海关这一段500多千米的长城修得特别坚固。西北居庸关，东北古北口成为明王朝首都的两个重要门户。古北口与居庸关东西对峙，是华北平原通往内蒙古高原的要道，自古称为雄险，有“地扼襟喉趋朔漠，天留锁钥枕雄关”之称。古北口的关城，跨于两山之上，建于明洪武十一年(1378)，并设有守御千户所。

## 行政区划
古北口镇下辖以下地区：
南菜园社区、古北口社区、北头社区、东山社区、古北口村、河西村、潮关村、杨庄子村、龙洋村、北甸子村、北台村、汤河村和司马台村。

## 交通
- 101国道穿越经过
- 北京市郊铁路怀密线的终点为京通铁路古北口站。
- 北京公交密25路途经古北口镇

## 中国传统村落
- 2014年11月，古北口村被评为第三批中国传统村落。